# Anastrepha megacantha
Anastrepha megacantha
 es una especie de insecto díptero que Zucchi describió científicamente por primera vez en el año 1984.
Esta especie pertenece al género Anastrepha de la familia Tephritidae.